# Souroubea
Souroubea é um género botânico pertencente à família Marcgraviaceae.
1. ↑  «Souroubea — World Flora Online». www.worldfloraonline.org. Consultado em 19 de agosto de 2020